# Saint-Laurent-la-Vernède
Saint-Laurent-la-Vernède ist eine französische Gemeinde mit 707 Einwohnern (Stand 1. Januar 2022) im Département Gard in der Region Okzitanien.

## Geografie

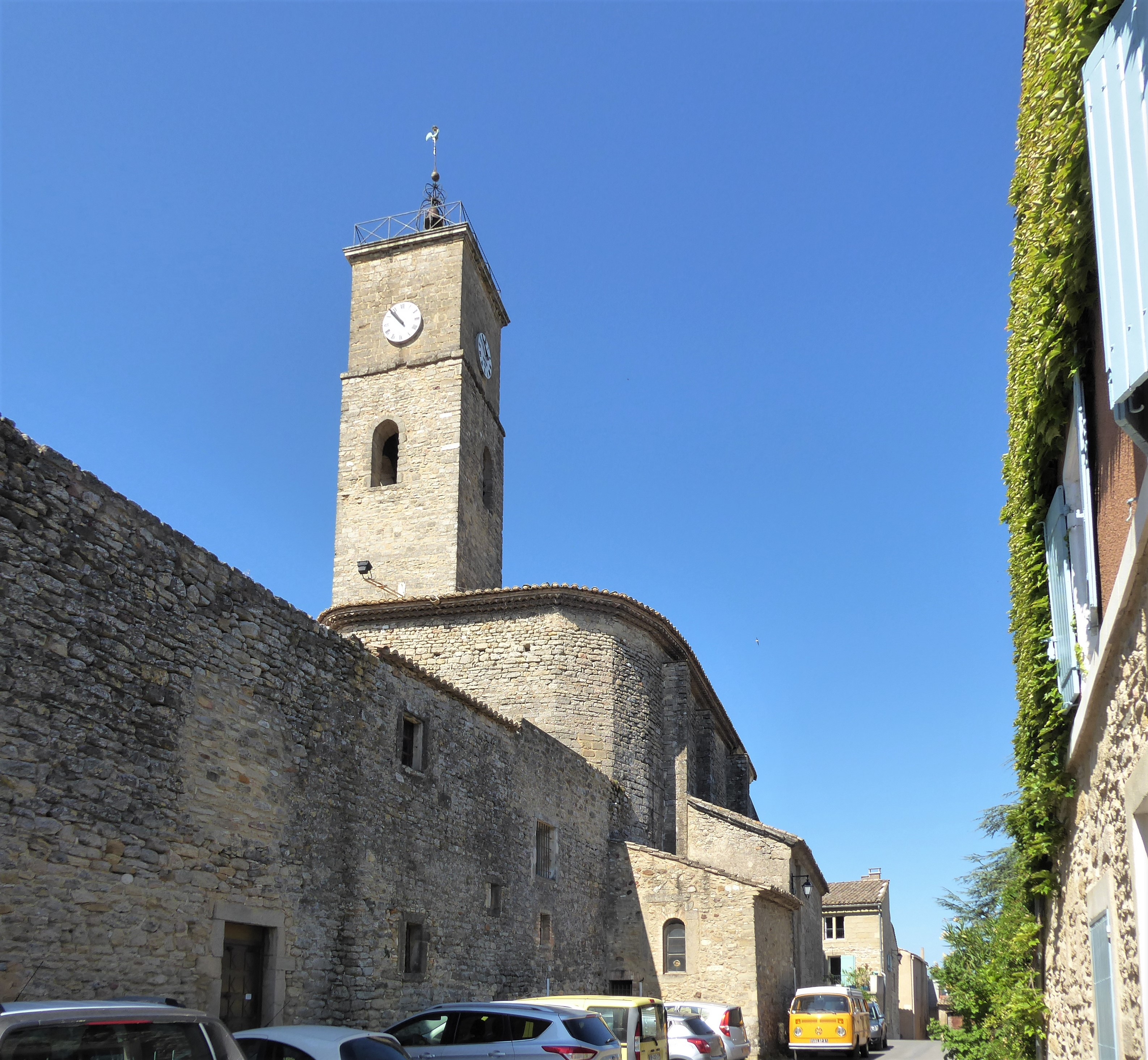
Kirche St-Laurent und Glockenturm

Saint-Laurent-la-Vernède liegt 31 Kilometer nördlich von Nîmes und 34 Kilometer nordwestlich von Avignon. Die nächsten größeren Orte sind das zwölf Kilometer südlich gelegene Uzès und Bagnols-sur-Cèze, das sich etwa 18 Kilometer nordwestlich befindet. In östlicher Richtung liegt das Rhonetal, während im Westen das Gebirge der Cevennen beginnt. Das Gemeindegebiet wird von der Tave sowie dem Bach Brives durchflossen. Es wird stark von landwirtschaftlicher Nutzung geprägt.
Die Nachbargemeinden von Saint-Laurent-la-Vernède sind Saint-Marcel-de-Careiret im Norden, Cavillargues und La Bastide-d’Engras im Osten, Saint-Quentin-la-Poterie im Süden und Fontarèches im Westen.

### Infrastruktur
Über lokale Straßen ist das Dorf an die Nachbarorte angebunden. Die nördlich des Ortskerns verlaufende Straße D6 stellt Richtung Osten die Anbindung an Bagnols-sur-Cèze und Richtung Westen an Alès dar.

## Kultur und Geschichte

### Geschichte
Die erste Erwähnung des Ortes erfolgte 1122 unter dem Namen villa Sancti-Laurentii de Verneda. Aus der Zeit des Mittelalters ist weiterhin bekannt, dass das Dorf sich im frühen 13. Jahrhundert im Besitz der Herren von Uzès befand. Im Juni 1445 wurde mit dem Bau einer Befestigungsanlage begonnen, die von mehreren wohlhabenden Bürgern Saint-Laurents finanziert wurde. Dazu wurden Schutzmauern errichtet, innerhalb derer ebenjene Bürger sich ansiedelten. Damit waren sie vor Konflikten wie den Hugenottenkriegen, von denen die Region im 16. Jahrhundert betroffen war, geschützt. Der geschützte Bereich erhielt den Beinamen quartier neuf (neues Viertel) und enthielt mit der Kirche und dem Friedhof wichtige Zentren des öffentlichen Lebens. Wirtschaftlich war das Dorf im Spätmittelalter vor allem von einer außerhalb gelegenen Glashütte geprägt. Aufgrund des immensen Materialverbrauchs wurde die Produktion im Jahr 1496 eingestellt. 
Wie auch in anderen Orten der Region war der Protestantismus in Saint-Laurent-la-Vernède zeitweise stark verbreitet, weswegen die katholische Kirche im 16. und 17. Jahrhundert zu einem hugenottischen Gebetshaus umfunktioniert wurde. 1745 erwarb Joseph de Thomas das Herrschaftsrecht über den Ort und begann ein Jahr darauf einen Rechtsstreit über die Besitzrechte an der Holzernte. Der Prozess zog sich über 42 Jahre hin und führte 1788 zu dem Urteil, dass dem Herren ein Viertel der Ernte zustehen sollte.

### Bauwerke und Sehenswürdigkeiten
Seit ihrer Errichtung im 15. Jahrhundert hielt die lokale Festung sämtlichen Kriegen, Konflikten und der Französischen Revolution stand, weswegen sie bis heute erhalten geblieben ist. Die Dorfkirche in ihrer heutigen Form entstand in der Mitte des 19. Jahrhunderts, als das zuvor bestehende Kirchengebäude ausgebaut wurde. Es wurde um eine Länge von sechs Metern erweitert und reicht so bis an die Nordfassade der Festung. Der zugehörige Glockenturm entstand einige Jahrzehnte zuvor und enthält eine 1818 in Marseille gegossene Glocke. 
Im Ort befindet sich ein Lavoir, dessen ursprünglicher Zweck die Bewässerung der kommunalen Gemüsegärten war. Diese werden mittlerweile durch ein modernes Pumpensystem versorgt. In Gedenken an die Gefallenen des Ersten Weltkriegs gibt es in Saint-Laurent-la-Vernède ein Kriegerdenkmal, das aus einem Eisenkreuz mit Christusfigur und einer Marmorplatte mit den Namen der toten Soldaten besteht. Vermutlich aus dem 19. Jahrhundert stammt der öffentliche Brunnen in der Ortsmitte. Verteilt über das Gemeindegebiet befinden sich mehrere Wegkreuze.

## Bevölkerungsentwicklung
| Jahr      | 1962 | 1968 | 1975 | 1982 | 1990 | 1999 | 2011 | 2017 |
| --------- | ---- | ---- | ---- | ---- | ---- | ---- | ---- | ---- |
| Einwohner | 241  | 238  | 295  | 380  | 535  | 592  | 722  | 681  |

Im Jahr 1793 wurde die Gemeinde von 361 Menschen bewohnt und sie erlebte anschließend ein deutliches Anwachsen bis auf 498 Einwohner im Jahr 1881. Dem folgte ein starker Rückgang, sodass die Zahl in den 1930er-Jahren unter die 300er-Marke fiel. Ein historischer Tiefstand wurde 1968 mit 238 registrierten Bewohnern erreicht. Danach, vor allem in den 1980er-Jahren, kam es zu einem starken Bevölkerungswachstum.